# Велика синагога (Острог)
Велика синагога — пам'ятка юдейської сакральної архітектури в колишньому єврейському кварталі в місті Острозі Рівненської області. Історичний центр релігійного життя однієї з найбільших і найважливіших єврейських громад на Волині. Оригінальна пам'ятка архітектури епохи Ренесансу та бароко на території Західної України[джерело?] . Була культурно-освітнім осередком єврейської громади і використовувалася для різноманітних цілей. Крім богослужіння, тут проводилися загальні збори кагалу, навчали дітей, рабинів, проводилися суди. Особливістю синагоги було її оборонне призначення[джерело?] . Товщина стін споруди 2,5 м, приблизно така ж сама, як оборонних мурів, які оточували Острог.

## Історія
Про те, коли почала діяти в Острозі синагога точних відомостей немає. Дослідник Острога і Волині Яким Перлштейн відносив її початок до 1400 року. Такої ж думки щодо створення єврейської святині дотримувалися автори монографій про Острог Станіслав Кардашевич, Михайло Тучемський, Анатолій Хведась та інші. У «Акті поділу володінь кн. В.-К. Острозького між його синами Янушем і Олександром 1603 року» вже згадувалася синагога та школа рабинів, що існувала при ній синагога була збудована у східній рівнинній частині Острога, неподалік від берега річки Вілії.
При синагозі з 1608 року працювала друкарня. У 1610 р. на свої кошти рабі Самуель Едельс (Маршує) відремонтував синагогу та побудував з північного боку спеціальне жіноче відділення. З тих пір синагогу називали за ім'ям Маршує. Імовірно, що синагогу перебудовано за проектом архітектора Якуба Мадлайна.
У 1726 р. дах синагоги покрили оцинкованим залізом, повністю відновили інтер'єр та купили великий бронзовий підсвічник. Стіни були облицьовані керамічною плиткою[джерело?].
Під час російсько-польської війни 1792 року російська армія під командуванням генерала Каховського (за переказом Олександра Суворова, проте це не відповідає дійсності) підступила до Острога. Налякані євреї, щоб порятувати свої життя, зачинилися в синагозі. Тим часом, польське військо покинуло місто, не готове чинити опір, через свою нечисельність. Росіяни, вважаючи, що синагога це замок, обстрілювали будівлю з гармат протягом двох днів. Гарматні ядра, залітаючи до синагоги через вікна, залишалися висіти у повітрі. Тільки одне ядро пошкодило південну стіну. Аж врешті серед євреїв знайшовся хоробрий юнак Еліезер, який вийшов із синагоги і пішов на зустріч до росіян. Пояснивши їм, що поляки вже давно покинули місто, він показав росіянам брід через річку Вілію (міст був спалений поляками при відступі). Пізніше, на знак про такий дивовижний порятунок, те місце на південній стіні куди потрапило ядро не тинькувалося, інше ядро, було підвішене під склепінням у молитовній залі.
Друкарня була закрита 1832 р. у зв'язку з тим, що тут друкувалися маніфести польських повстанців.
У 18 столітті вздовж північної і східної сторін будівлі були здійснені добудови. Наприкінці 19 століття на західному фасаді з'явився балкон.
У 1912 році здійснений капітальний ремонт храму. Західний фасад отримав оздоблення рустом. Перероблено аттик північної добудови. Розписано інтер'єр.
Внаслідок бойових дій часів Другої світової війни будівля зазнала значних ушкоджень. У 1941 році її зруйнували та пограбували гітлерівські окупанти[джерело?] . Бійниці на головному фасаді, а також контрфорси між вікнами були повністю знищені.
У 1960 роках споруда зазнала значних втрат і була перетворена на склад. Східна частина була зруйнована, як і більша частина північної і аттик західного фасаду. Збереглася лише молитовна зала, перепланована на три поверхи (міжповерхові перекриття ліквідовані у 2002 році).
У 2016 році розпочалось її відновлення
Станом на вересень 2019, проводяться реставраційні роботи коштами меценатів.

## Опис

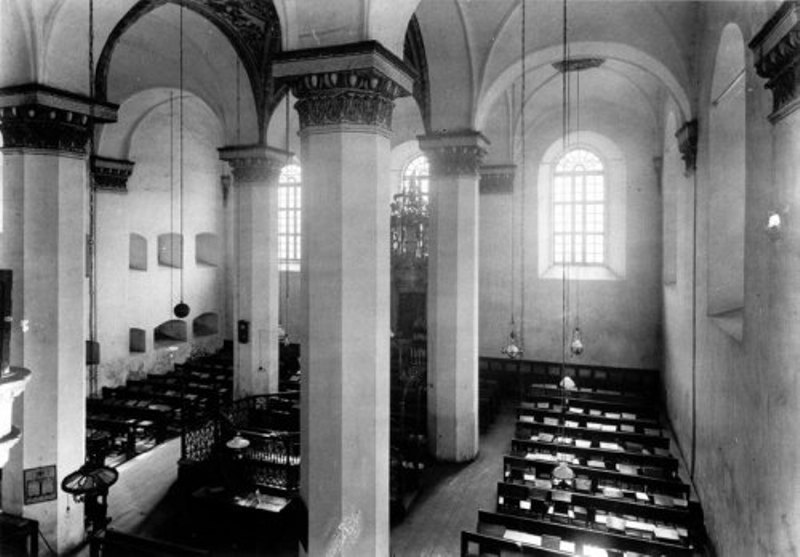
Стан інтер'єру з 1912 року
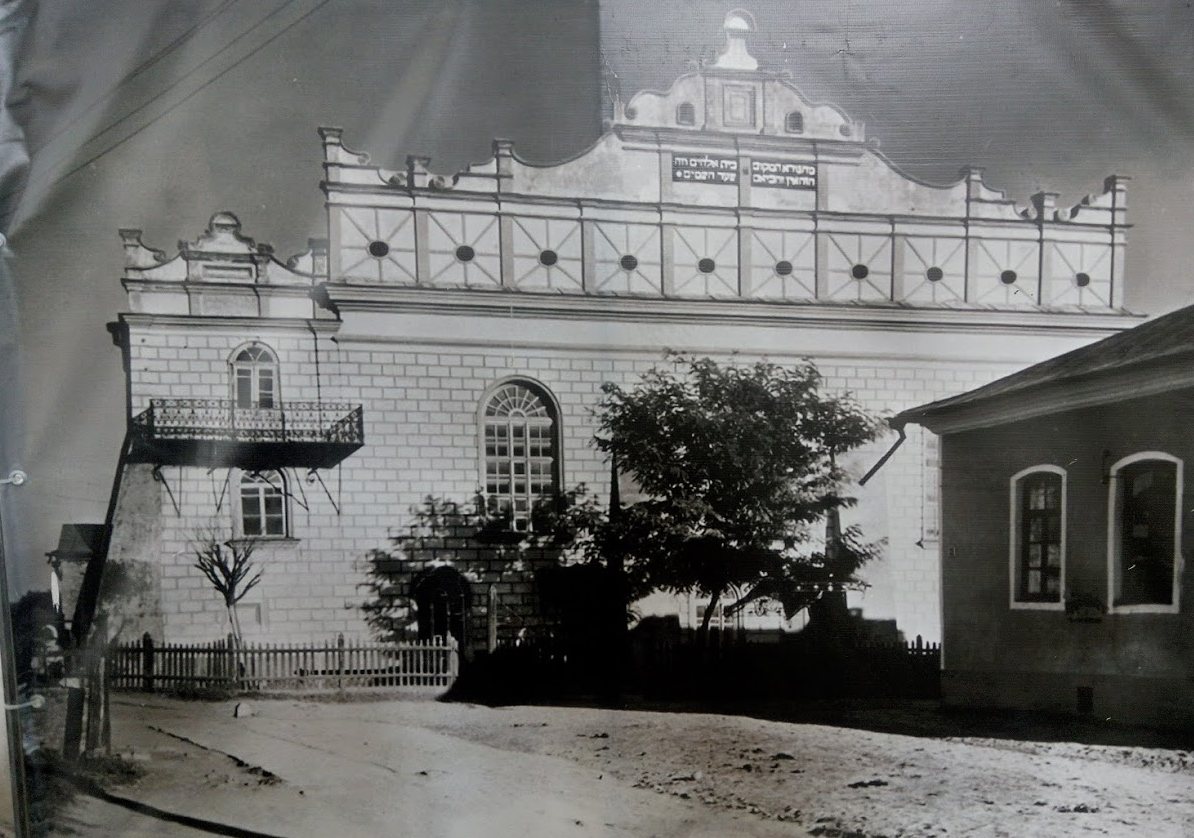
Стара фотографія з рустованим фронтоном
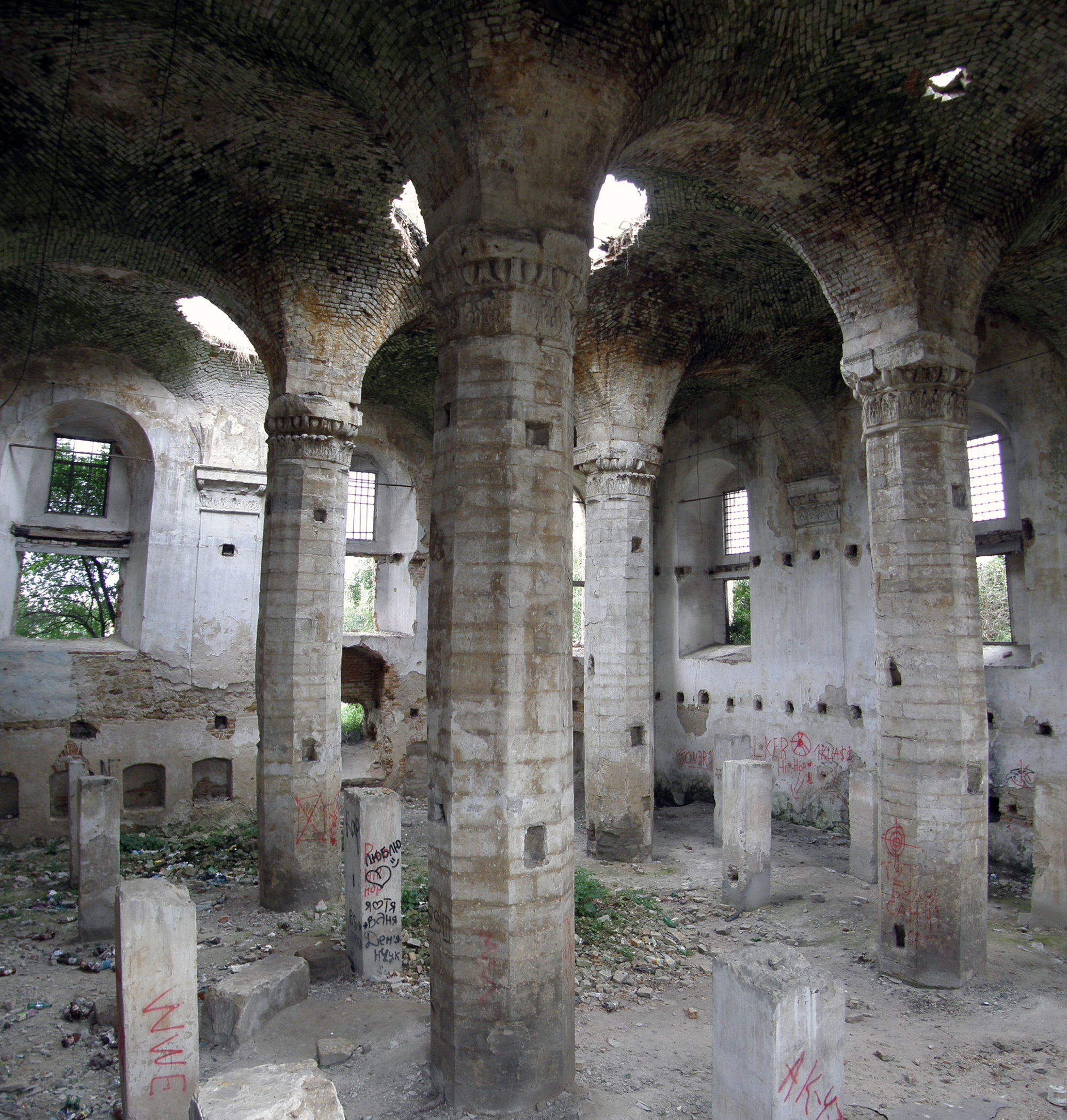
Вигляд до реставрації
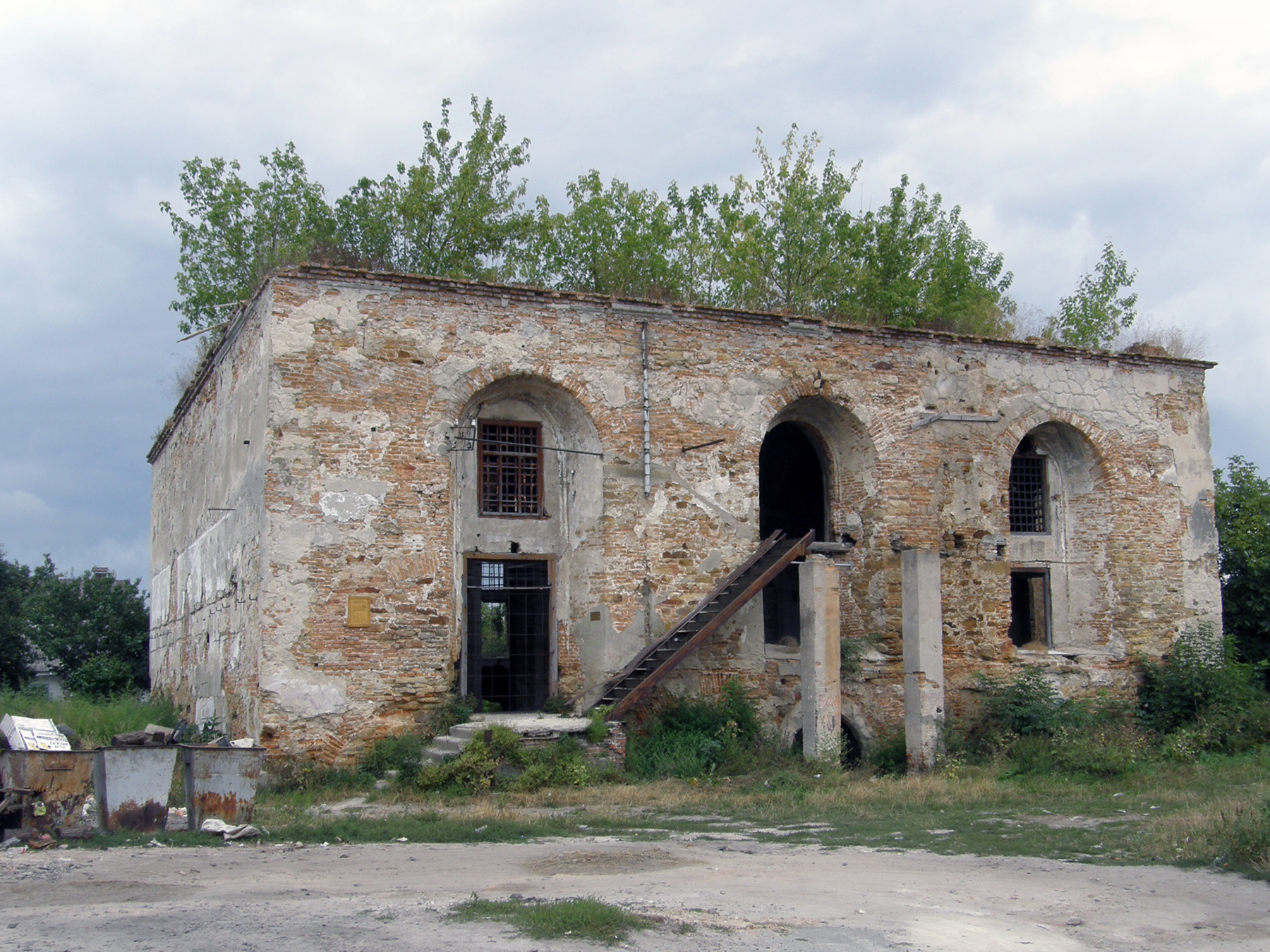
Вигляд до реставрації
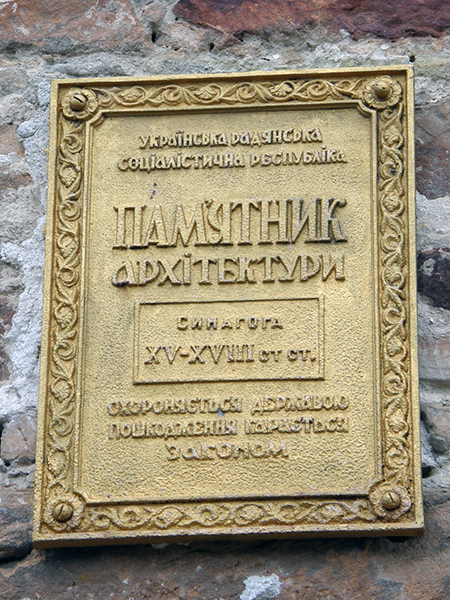
Аннотаційна дощечка
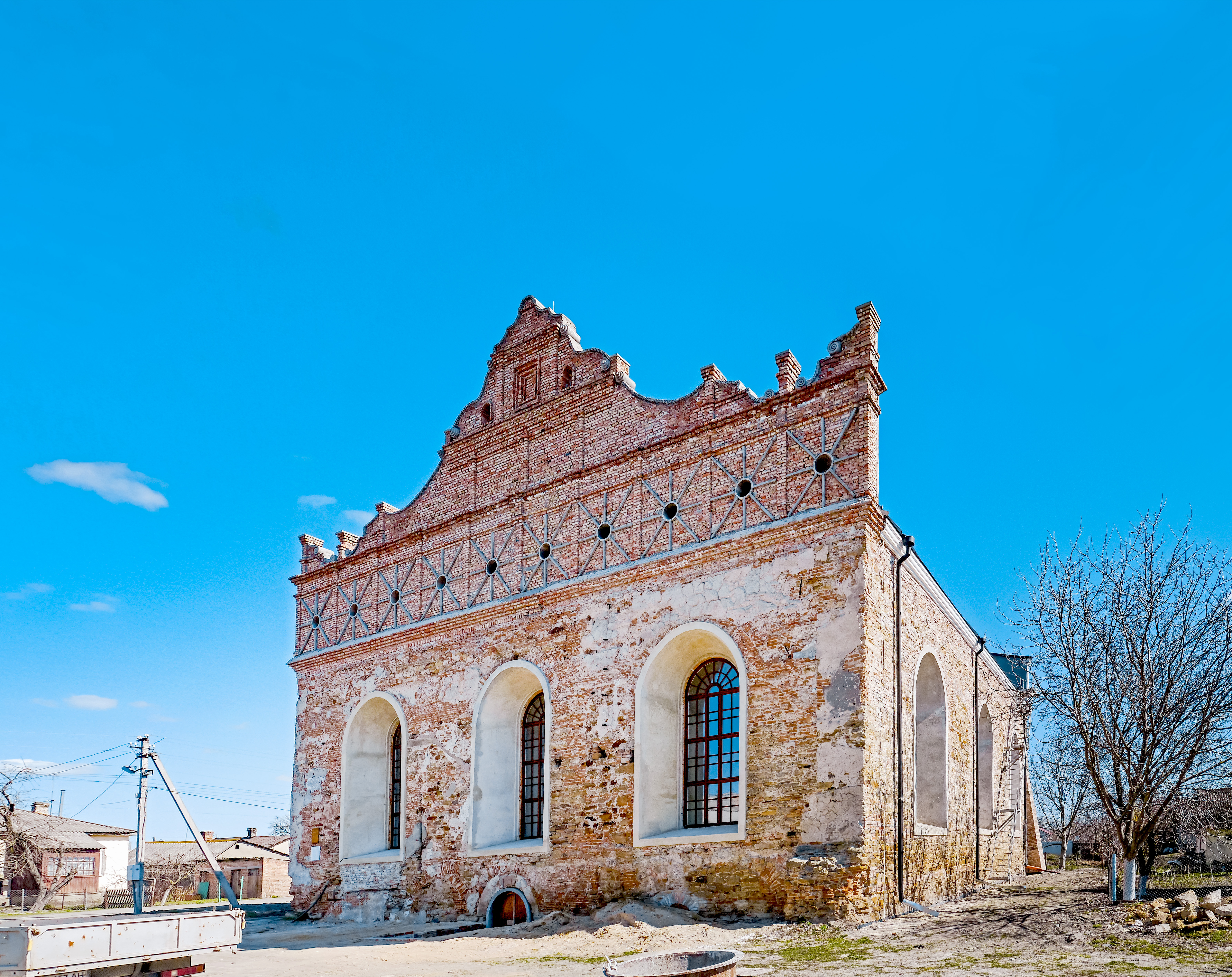
Реставраційні роботи 2020

Це прямокутна в проєкції будівля увінчана високим бароковим аттиком і двома фронтонами. Основний об'єм синагоги становила висока молитовна зала, перекрита склепіннями, які підтримуються чотирма восьмигранними стовпами. Зала освітлювалася через дванадцять вікон — трьома на кожній стіні. Три вікна західної стіни виходили до жіночої частини, що розташовувалася на другому поверсі над вестибюлем.
З чотирма внутрішніми восьмигранними стовпами з тесаного каменю, які поділяли її внутрішній простір на п'ять рівних частин. Стовпи були завершені такими ж восьмигранними композитивними капітеліями з квадратними карнизами зверху, на які опиралися циліндричні склепіння. Своїми осями склепіння орієнтовані в напрямі південь-північ. В протилежному напрямі стовпи зі стінками і між собою були з'єднані півкружними арками, які мали меншу висоту, ніж склепіння. Ширина арок і стовпів — 1,3 м. Чотирьом центральним стовпам відповідали плоскі пілястри на стінках з аналогічними композитивними капітелями й абаками. Ширина пілястр така ж, як і стовпів. До другої світової війни капітелі пілястр були яскраво поліхромними, а стеля вкрита орнаментами рослинного характеру. Посеред синагоги між стовпами розміщувалось підвищення — подіум, який у євреїв називався бімою або альмемором. Ця споруда в інтер'єрі призначалась для читання Біблії[джерело?]. Біма була оточена балюстрадами з кованого заліза. Із півдня і півночі вели сходи з ажурною металевою балюстрадою.
Біля східної стіни розміщувалась вівтарна шафа — Арон Га-кодеш. Це найбільша святиня синагоги, тому що в цій шафі зберігалися тори з текстом законів, написаних від руки на пергаментах. Судячи з фотографій, ця шафа відзначалася винятково майстерним виконанням у стилі пізнього бароко XVIII століття. Її композиція була двох'ярусною, чотириколонною і дуже крепованою. Зовні синагога була позбавлена будь-якого оздоблення.
Гладенькі стіни завершені слаборозвиненим карнизом. У кожній стіні (крім північної) прорізані три великі арочні вікна. На головному, західному, фасаді нижче від вікон — двоє невеликих дверей та кам'яні сходи, які вели вниз до приміщення. Рівень підлоги синагоги значно нижчий, ніж територія навколо неї. Це пов'язано з тим, що католицька церква, королівська та місцева влада забороняли будувати синагоги вищими від костьолів і навіть рівними з ними[джерело?]. Тому, щоб створити високе, просторе приміщення, храм заглиблювали в землю.
Однією з найкращих прикрас синагоги був чудовий ренесансний аттик з бійницями на головному фасаді, а також контрфорси між вікнами[джерело?].

## Персоналії
- Шмуель Еліезер Бен Єгуда Едельс
- Давид бен Шмуель ха-Леві Сегал
- Нафталі Кац
- Йоель «Великий» Гальперін
- Меїр Марголіс